# گرجوون (شماخی)
گرجوون (به لاتین: Gürcüvən) یک منطقهٔ مسکونی در جمهوری آذربایجان است که در شهرستان شماخی واقع شده‌است.